# Karl Koller
Karl Koller (Glonn, 22 februari 1898 – aldaar, 22 december 1951) was een Duitse officier en General der Flieger tijdens de Tweede Wereldoorlog.

## Beginjaren
Karl werd geboren als zoon van de politiefunctionaris Josef Koller. Hij bezocht de lagere school te Glonn. In de lente van 1914 emigreerde hij met zijn schoolkameraad Georg Lanzenberger naar Engeland. Lanzenberger werd door de Eerste Wereldoorlog verrast en de Britten interneerden hem. Koller kon eind juli 1914 met het laatste schip naar Duitsland oversteken.

## Eerste Wereldoorlog
Zijn familie kende de luchtvaartpionier Albert Hirth. Daarom meldde Koller zich in augustus 1914 als oorlogsvrijwilliger bij de luchtmacht. Eerst kreeg hij een opleiding bij het Beiers spoorwegreservebataljon, waar hij treinbestuurder werd. Op 16 januari 1916 werd hij overgeplaatst naar de luchtmachtreserve 1b te Schleißheim. Hij diende bij Kampfstaffel 34, vliegerafdeling 273 (Artillerie), vliegerafdeling 47b en Jagdstaffel 76. In augustus 1917 werd hij korporaal, in februari 1918 sergeant. Hij won meerdere luchtgevechten, maar werd op 25 mei 1918 achter de vijandelijke linies neergehaald. Hij werd krijgsgevangene van de Britten, die hem in december 1919 vrijlieten.

## Interbellum
Karl Koller ging in februari 1920 net als zijn vader bij de politie. Hij werd te Schleißheim piloot bij vliegerstaffel 1 van de politie.
Als hobby beoefende hij zweefvliegen bij de "Bayerischen Aero Club". In 1921 vertegenwoordigde hij Beieren bij een wedstrijd te Rhön. Hij vloog met een prototype van zijn buurman Emeran Stadler, zonder hoogteroer, richtingsroer of stabilo, enkel bestuurbaar met de draagvlakken. Op 15 augustus 1921 vloog hij 640 meter ver, toen een record. Op 20 augustus 1921 vestigde hij een nieuw wereldrecord van 1900 meter met een vlucht van drie minuten. Vijf dagen later maakte hij een volledige cirkel en dan nog een bocht van 180°. Hij verwierf zo bekendheid en reisde naar Engeland, Frankrijk en Zwitserland. Hij sloot vriendschap met Ernst Udet.
Van 1922 tot 1928 werkte hij bij de politie als treinbestuurder en als instructeur. Hij werd eerste luitenant bij de politie en werkte tot 1932 als adjudant bij de commandant van de Beierse politie te München. In januari 1933 werd hij kapitein bij de politie.
De nieuw opgerichte Luftwaffe boeide hem en in augustus 1935 nam hij er dienst met de rang van kapitein. Hoewel hij enkel lagere school had gevolgd, bezocht hij met succes de luchtoorlogsschool te Berlijn. In 1936 werd hij kapitein van een eskader in Jüterbog en Oldenburg. In augustus 1936 werd hij majoor.
Hij werkte eerst als instructeur bij de luchtoorlogsschool te Berlin-Gatow. In januari 1938 werd hij officier bij de generale staf te München.

## Tweede Wereldoorlog
In januari 1941 werd Karl Koller kolonel en stafchef van de westelijke derde luchtvloot. Op 10 april 1942 hielp hij de Duitse slagschepen door te breken in Het Kanaal, waarvoor hij het IJzeren Kruis ontving. In maart 1943 werd hij generaal-majoor.
Na de zelfmoord van stafchef generaal Hans Jeschonnek werd Koller in september 1943 chef van de generale staf van de luchtmacht. Toen stafchef Günther Korten in juli 1944 stierf door de bomaanslag van graaf Claus Schenk Graf von Stauffenberg benoemde Hermann Göring niet Koller, maar wel Werner Kreipe tot diens opvolger. Ook Koller was door de bomaanslag gewond geraakt. Kreipe kon de taak niet aan en Göring moest in november 1944 alsnog Koller benoemen tot chef van de generale staf van de luchtmacht.
Op 21 april 1945 zei Koller tegen Adolf Hitler dat de Luftwaffe in weinig dagen volledig dood zou zijn. Hitler antwoordde dat men de ganse leiding van de Luftwaffe onmiddellijk moest ophangen. Twee dagen later vloog Koller van Berlijn naar Obersalzberg en berichtte aan de opperbevelhebber van de luchtmacht, Hermann Göring, dat Hitler tot zelfmoord besloten had.
Op 8 mei 1945 werd Koller opnieuw krijgsgevangene van de Britten, die hem te Oxford opsloten. Charles Lindbergh kwam hem daar bezoeken. In december 1947 mocht hij terug naar huis.

## Na de oorlog
In 1949 publiceerde hij zijn persoonlijk dagboek over de oorlog Der letzte Monat.

## Carrière
Koller bekleedde verschillende rangen in zowel de Deutsches Heer als Luftwaffe. De volgende tabel laat zien dat de bevorderingen niet synchroon liepen.
| Datums                                               | Deutsches Heer     | Polizei                      | Luftwaffe           |
| ---------------------------------------------------- | ------------------ | ---------------------------- | ------------------- |
| 11 augustus 1914:                                    | Kriegsfreiwilliger | —                            | —                   |
| 5 november 1914:                                     | Eisenbahnführer    | —                            | —                   |
| 4 augustus 1917:                                     | Gefreiter          | —                            | —                   |
| 13 - 23 december 1917:                               | Unteroffizier      | —                            | —                   |
| 27 februari 1918:                                    | Vizefeldwebel      | —                            | —                   |
| 12 februari 1920:                                    | —                  | Oberwachtmeister der Polizei | —                   |
| 30 oktober 1922:                                     | —                  | Leutnant der Polizei         | —                   |
| 1 augustus 1925:                                     | —                  | Oberleutnant der Polizei     | —                   |
| 1 januari 1933:                                      | —                  | Hauptmann der Polizei        | —                   |
| 1 augustus 1935 (RDA vanaf 1 januari 1934):          | —                  | —                            | Hauptmann           |
| 21 augustus 1935 - 1 augustus 1936:                  | —                  | —                            | Major               |
| 1 oktober 1939:                                      | —                  | —                            | Oberstleutnant      |
| 1 januari 1941:                                      | —                  | —                            | Oberst              |
| 1 maart 1943:                                        | —                  | —                            | Generalmajor        |
| 1 december 1943:                                     | —                  | —                            | Generalleutnant     |
| 1 augustus 1944 - 1 november 1944 - 30 januari 1945: | —                  | —                            | General der Flieger |

## Decoraties
- Ridderkruis van het IJzeren Kruis op 10 april 1942 als Oberst in de Generale staf en Chef des Generalstabes Luftflotte 2[6][7][3]
- IJzeren Kruis 1914, 1e Klasse[3] en 2e Klasse[3]
- Herhalingsgesp bij IJzeren Kruis 1939, 1e Klasse[6] en 2e Klasse[6]
- Dienstonderscheiding van Leger en Marine voor (25 dienstjaren)[3]
- Gewondeninsigne van de 20e juli 1944 in zwart[3]
- Anschlussmedaille met gesp „Prager Burg“[3]
- Duits Kruis in goud op 7 februari 1944 als Generalmajor en Chef des Stabes Luftflotte 3[6][5]
- Militär-Flugzeugführer-Abzeichen[3][5]
- Erekruis voor Frontstrijders in de Wereldoorlog[3][5]